# Kawakaze (tàu khu trục Nhật)
Kawakaze (tiếng Nhật: 江風) là một tàu khu trục hạng nhất của Hải quân Đế quốc Nhật Bản, thuộc lớp tàu khu trục Shiratsuyu bao gồm mười chiếc. Kawakaze đã từng tham gia các hoạt động tại Mặt trận Thái Bình Dương trong Chiến tranh Thế giới thứ hai, trước khi bị đánh chìm trong trận chiến vịnh Vella giữa Kolombangara và Vella Lavella, vào ngày 7 tháng 8 năm 1943.

## Thiết kế và chế tạo
Lớp tàu khu trục Shiratsuyu là phiên bản cải tiến dựa trên lớp tàu khu trục Hatsuharu, được thiết kế để tháp tùng lực lượng tấn công chủ lực của Hải quân Nhật Bản, và để tiến hành những cuộc tấn công cả ngày và đêm bằng ngư lôi nhằm vào Hải quân Hoa Kỳ khi chúng vượt băng qua Thái Bình Dương, theo kế hoạch của học thuyết chiến lược hải quân Nhật Bản. Mặc dù là một trong những lớp tàu khu trục mạnh mẽ nhất thế giới khi hoàn tất, không có chiếc nào sống sót qua cuộc Chiến tranh Thái Bình Dương.
Kawakaze, là chiếc thứ ba trong số bốn tàu khu trục được chế tạo trong Chương trình Bổ sung Vũ khí Hải quân Nhật Bản thứ hai (1934) (Maru Ni Keikaku); nó được đặt lườn tại xưởng đóng tàu của hãng Fujinagata Shipyards vào ngày 25 tháng 4 năm 1935, được hạ thủy vào ngày 1 tháng 11 năm 1936, và được đưa ra hoạt động vào ngày 30 tháng 4 năm 1937.

## Lịch sử hoạt động
Vào lúc xảy ra cuộc Tấn công Trân Châu Cảng, Kawakaze được phân về Đội 24 của Hải đội Khu trục 4 trực thuộc Hạm đội 2 Hải quân Đế quốc Nhật Bản cùng với các tàu chị em Umikaze, Yamakaze và Suzukaze; và đã khởi hành từ Palau tham gia cuộc chiếm đóng Philippines ("Chiến dịch M"), hỗ trợ cho các cuộc đổ bộ lên Legaspi và vịnh Lamon.
Từ tháng 1 năm 1942, Kawakaze tham gia các hoạt động tại Đông Ấn thuộc Hà Lan, bao gồm việc chiếm đóng đảo Tarakan, Balikpapan và Makassar. Sau khi tham gia chiếm đóng khu vực Đông Java, Kawakaze đối đầu cùng một nhóm tàu tuần dương và tàu khu trục Đồng Minh trong trận chiến biển Java, được ghi nhận đã trợ giúp vào việc đánh chìm USS Pope, HMS Exeter và HMS Encounter, và đã cứu vớt 35 thủy thủ Anh từ cả hai con tàu. Trong tháng 4, Kawakaze đã trợ giúp vào việc chiếm đóng Panay và Negros tại Philippines. Từ ngày 10 tháng 5, nó được phân về Hạm đội 1 Hải quân Đế quốc Nhật Bản và đã quay về Xưởng hải quân Sasebo để sửa chữa vào cuối tháng 5.
Trong thời gian diễn ra trận Midway vào các ngày 4–6 tháng 6, Kawakaze nằm trong thành phần lực lượng chiếm đóng quần đảo Aleut dưới quyền chỉ huy của Đô đốc Shirō Takasu. Tuy nhiên, nó được điều trở lại Hạm đội 2 vào ngày 14 tháng 7 sau khi chiến dịch Midway bị hủy bỏ, và đi đến Truk vào giữa tháng 8 cùng với tàu sân bay Chitose. Vào ngày 21 tháng 8, trong khi tuần tra ngoài khơi Guadalcanal, Kawakaze đã đánh chìm tàu khu trục Mỹ USS Blue. Nó đã tham gia bắn phá sân bay Henderson trên đảo Guadalcanal vào ngày 24 tháng 8, và nằm trong thành phần hộ tống các tàu chở binh lính Nhật trong Trận chiến Đông Solomons.
Từ cuối tháng 8 đến đầu tháng 11, Kawakaze thực hiện mười chuyến vận chuyển tốc độ cao "Tốc hành Tokyo" và bắn phá bờ biển đến Guadalcanal, cũng như tham chiến một thời gian ngắn trong trận Santa Cruz vào ngày 26 tháng 10 dưới quyền Đô đốc Nobutake Kondō. Trong trận Hải chiến Guadalcanal thứ nhất vào đêm 12–13 tháng 11 năm 1942, Kawakaze đã cứu 550 người sống sót từ chiếc tàu chở binh lính Brisbane Maru bị trúng ngư lôi. Trong thời gian còn lại của tháng 11, Kawakaze tuần tra trong khu vực giữa đảo Shortland, Buna và Rabaul. Trong trận Tassafaronga vào ngày 30 tháng 11, ngư lôi của Kawakaze có thể đã đánh trúng tàu tuần dương hạng nặng Mỹ USS Pensacola.
Từ tháng 12 năm 1942 đến cuối tháng 1 năm 1943, Kawakaze tiếp tục các nhiệm vụ vận chuyển đến Guadalcanal và đến Kolombangara, rồi chuyển sang các nhiệm vụ triệt thoái lực lượng khỏi Guadalcanal từ tháng 2. Vào ngày 9 tháng 2, nó bị hư hại đáng kể khi va chạm với tàu chở hàng Toun Maru, và phải được tàu khu trục Kuroshio kéo về Rabaul để được sửa chữa khẩn cấp, cho phép nó có thể cố lếch về Sasebo vào tháng 5. Công việc sửa chữa hoàn tất vào cuối tháng 5, khi Kawakaze quay trở lại Truk, tham gia chuyển binh lính đến Nauru vào đầu tháng 6, Kwajalein vào cuối tháng 6 và đến Tuluvu vào ngày 1 tháng 8.
Vào ngày 7 tháng 8 năm 1943, Kawakaze thực hiện chuyến đi vận chuyển binh lính đến Kolombangara. Trong Trận chiến vịnh Vella, nó bị đánh chìm ở giữa Kolombangara và Vella Lavella bởi hải pháo và ngư lôi từ các tàu khu trục Mỹ USS Dunlap, USS Craven và USS Maury ở tọa độ 07°50′N 156°54′Đ / 7,833°N 156,9°Đ. Trong số thủy thủ đoàn, 169 người đã thiệt mạng bao gồm thuyền trưởng, Thiếu tá Hải quân Yanase.
Kawakaze được rút khỏi danh sách Đăng bạ Hải quân vào ngày 15 tháng 10 năm 1943.